# Biljajiwka (Losowa)
Biljajiwka (ukrainisch Біляївка; russisch Беляевка Beljajewka) ist eine Siedlung im Zentrum der ukrainischen Oblast Charkiw mit etwa 600 Einwohnern.
Die Ansiedlung wurde 1899 als Haltepunkt an der Bahnstrecke Sewastopol–Charkiw gegründet und an der genannten Bahnstrecke sowie an der ukrainischen Regionalstraße R 51, 42 Kilometer nördlich der Rajonshauptstadt Losowa und 80 Kilometer südlich der Oblasthauptstadt Charkiw, das ehemalige Rajonszentrum Perwomajskyj befindet sich 15 Kilometer nordwestlich.

## Verwaltungsgliederung
Am 12. Juni 2020 wurde die Ansiedlung zum Zentrum der neugegründeten Landgemeinde Biljajiwka (Біляївська сільська громада/Biljajiwska silska hromada). Zu dieser zählen auch die 23 in der untenstehenden Tabelle aufgelisteten Dörfer sowie die Ansiedlung Krasnopawliwske, bis dahin war sie Teil der Landratsgemeinde Sudanka (Суданська сільська рада/Sudanskax silska rada) im Süden des Rajons Perwomajskyj.
Am 17. Juli 2020 kam es im Zuge einer großen Rajonsreform zum Anschluss des Rajonsgebietes an den Rajon Losowa.
Folgende Orte sind neben dem Hauptort Biljajiwka Teil der Gemeinde:
| Name                     | Name             | Name                                 |
| ukrainisch transkribiert | ukrainisch       | russisch                             |
| ------------------------ | ---------------- | ------------------------------------ |
| Bulazeliwka              | Булацелівка      | Булацеловка (Bulazelowka)            |
| Dmytriwka                | Дмитрівка        | Дмитровка (Dmytrowka)                |
| Kiptiwka                 | Кіптівка         | Коптевка (Koptewka)                  |
| Krasne                   | Красне           | Красное (Krasnoje)                   |
| Krasnopawliwske          | Краснопавлівське | Краснопавловское (Krasnopawlowskoje) |
| Krjukowe                 | Крюкове          | Крюково (Krjukowo)                   |
| Marjiwka                 | Мар’ївка         | Марьевка (Marjewka)                  |
| Myroniwka                | Миронівка        | Мироновка (Mironowka)                |
| Nowa Semeniwka           | Нова Семенівка   | Новая Семеновка (Nowaja Semenowka)   |
| Nowe                     | Нове             | Новое (Nowoje)                       |
| Nowojewhoriwka           | Новоєгорівка     | Новоегоровка (Nowojegorowka)         |
| Paryske                  | Паризьке         | Парижское (Parischskoje)             |
| Petriwka                 | Петрівка         | Петровка (Petrowka)                  |
| Pobjeda                  | Побєда           | Победа (Pobeda)                      |
| Rosdollja                | Роздолля         | Раздолье (Rasdolje)                  |
| Sadoroschnje             | Задорожнє        | Задорожнее (Sadoroschneje)           |
| Sakutniwka               | Закутнівка       | Закутневка (Sakutnewka)              |
| Schulske                 | Шульське         | Шульское (Schulskoje)                |
| Seleniwka                | Зеленівка        | Зеленовка (Selenowka)                |
| Sudanka                  | Суданка          | Суданка                              |
| Tscherwone               | Червоне          | Червоное (Tscherwonoje)              |
| Tymtschenky              | Тимченки         | Тимченки (Timtschenki)               |
| Werchnja Orilka          | Верхня Орілька   | Верхняя Орелька (Werchnjaja Orelka)  |
| Wessele                  | Веселе           | Веселое (Wesseloje)                  |